# ATP Challenger Petingen
Das ATP Challenger Petingen (offizieller Name: ATP Roller Open) war ein 2012 und 2013 stattfindendes Tennisturnier in Petingen, Luxemburg. Es war Teil der ATP Challenger Tour und wurde in der Halle auf Hartplatz ausgetragen. Tobias Kamke gewann beide Ausgaben des Turniers im Einzel und ist damit Rekordsieger.

## Liste der Sieger

### Einzel
| Jahr | Sieger           | Finalgegner        | Ergebnis      |
| ---- | ---------------- | ------------------ | ------------- |
| 2013 | Tobias Kamke (2) | Paul-Henri Mathieu | 1:6, 6:3, 7:5 |
| 2012 | Tobias Kamke (1) | Paul-Henri Mathieu | 7:67, 6:4     |

### Doppel
| Jahr | Sieger                      | Finalgegner                  | Ergebnis          |
| ---- | --------------------------- | ---------------------------- | ----------------- |
| 2013 | Ken Skupski Neal Skupski    | Benjamin Becker Tobias Kamke | 6:3, 6:75, [10:7] |
| 2012 | Christopher Kas Dick Norman | Jamie Murray André Sá        | 2:6, 6:2, [10:8]  |